# نورمان غراهام
نورمان غراهام (8 مايو 1943 في المملكة المتحدة - ) (بالإنجليزية: Norman Graham)‏ هو لاعب كريكت بريطاني. لعب مع Kent County Cricket Club ‏ وNorthumberland County Cricket Club ‏.

## وصلات خارجية
- نورمان غراهام على موقع إي آس بي آن كريك إنفو (الإنجليزية)